# Carl Henrik Boheman
Carl Henrik Boheman (10 de julio de 1796 – 2 de noviembre de 1868) fue un zoólogo y entomólogo sueco.
Estudió en la Universidad de Lund y entrenó como oficial, participando en la invasión de Noruega en 1814. Había sido un entusiasta entomológo desde su niñez, y fue caratulado por la Academia sueca Real de Ciencias en 1841 a la posición de profesor y curador del Departamento de Entomología del Museo sueco de Historia Natural en Estocolmo.
En 1838, fue hecho miembro de la Academia. Y, se retiró en 1867 del Museo.
Fue un especialista en coleoptera, y particularmente en Chrysomelidae y Rhynchophora, colaborando en particular con Carl Johan Schönherr (1772–1848) en su gran trabajo en Curculionidae. Sus otros trabajos incluyen a Årsberättelse om framstegen yo insekternas myria ach arachnidernas naturalhistoria under åren 1845 och 1846 (1847), Insecta Caffraria (dos volúmenes, 1848-1857), Monographia Cassididarum Holmiæ (cuatro volúmenes, 1850-1862) y la novena parte, dedicado a Cassidinae, en Catálogo de coleopterous insectos en la colección del Museo británico (1856). Boheman escribió 49 papeles importantes describiendo muchas especies comunes de San Francisco, California y con el viaje de expedición de 1851-1853, en el Eugenie Kongliga Svenska Fregatten Eugenies Resa Omring Jorden, Entomologiska Bidrag (1858-1859), así como muchos otros Coleoptera norteamericanos.
Su nieto era el diplomático Erik Boheman y su bisnieto el actor Erland Josephson.

## Obra
Lista parcial
- Insecta Caffrariae annis 1838-1845 un J.Un. Wahlberg collecta. Coleoptera. Holmiae : Fritze & Norstedt v. 1 8 + 625 p. (1851).
- Årsberättelser om framstegen i insekternas, myriapodernas och arachnidernas naturalhistoria för 1840-56 (1843-1859)
- Nya svenska homoptera beskrifna (1847)
- Insecta Caffrariæ (1848-1857)
- Bidrag till Gottlands insektfauna (1850)
- Monographia cassididarum I-IV (1850—1862)
- Entomologiska anteckningar under en resa i södra Sverige 1851 (1852)
- Catalogue of Coleopterous Insects in the Collection of the British Museum. Part IX. Cassididæ (1856)

## Abreviatura (zoología)
La abreviatura Boheman  se emplea para indicar a Carl Henrik Boheman como autoridad en la descripción y taxonomía en zoología.